# Mindjedef
Mindjedef (nach anderer Lesung Djedefmin) war ein Prinz der altägyptischen 4. Dynastie. Seine familiären Verbindungen sind nicht restlos geklärt. Wahrscheinlich war er ein Sohn des Kawab und damit ein Enkel von Pharao Cheops.

## Familie
Mindjedef war vermutlich ein Sohn von Kawab und dessen Gemahlin Hetepheres II. Diese Vermutung wird allerdings nur durch die Nähe der beiden Gräber von Kawab und Mindjedef gestützt. Seine Brüder waren Kaemsechem und vermutlich Duaenhor. Mindjedef war verheiratet mit Chufuanch, über Kinder aus dieser Ehe liegen keine Informationen vor.

## Grab und Grabausstattung

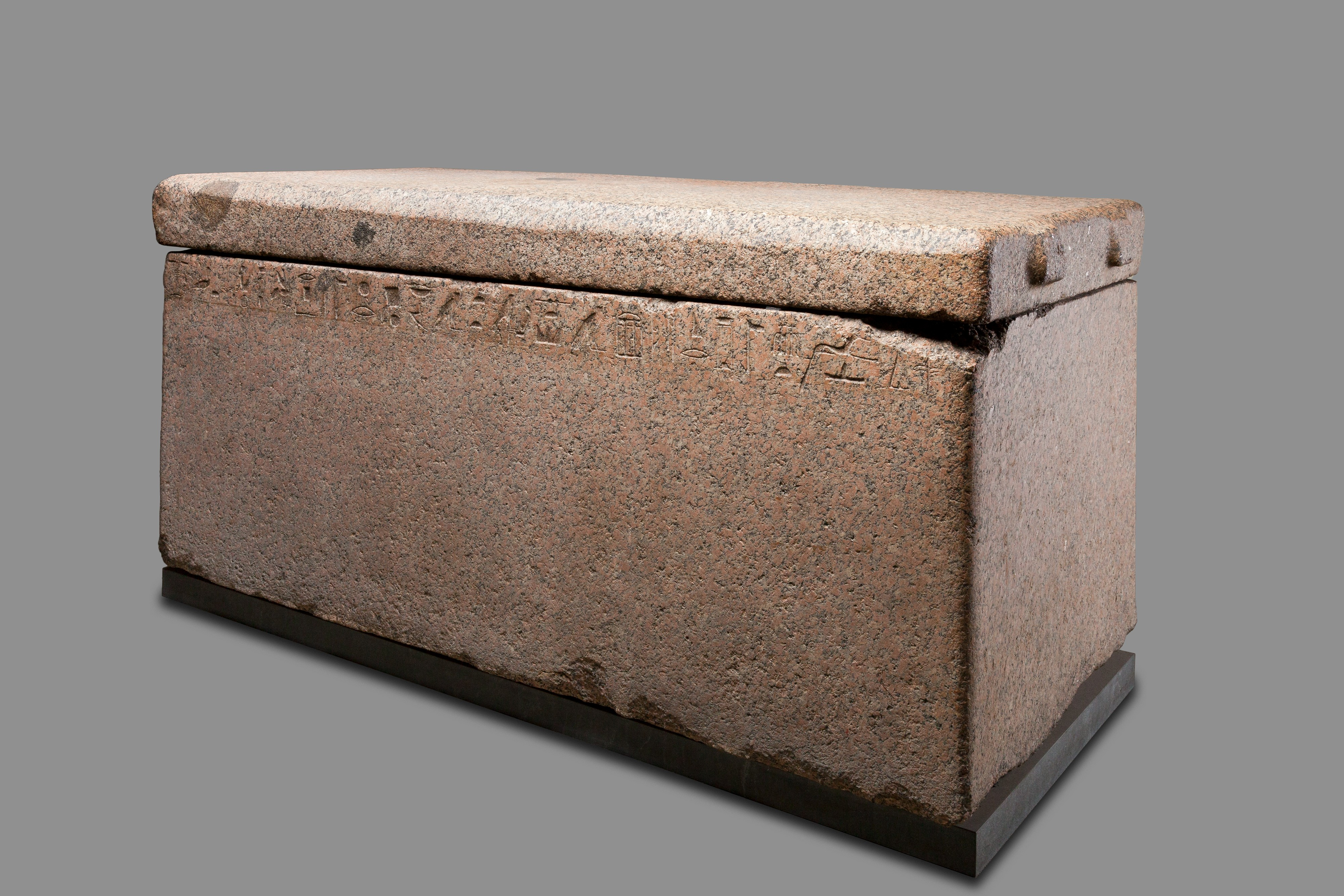
Sarkophag des Mindjedef im Metropolitan Museum of Art, New York

Mindjedef gehört die Mastaba G 7760 auf dem Ostfriedhof der Cheops-Pyramide. Neben einigen Relief-Resten und einer Scheintür wurde in dieser Grabanlage ein gut erhaltener Sarkophag aus Rosengranit entdeckt, der zunächst ins Museum of Fine Arts nach Boston gelangte und sich heute im Metropolitan Museum of Art in New York City befindet.